# Chou (lalka)
Chou – rodzaj lalki, jedna z postaci w chińskim teatrze cieni. Klaun, sługa, postać plebejskiego pochodzenia. Występuje obok szlachetnych bohaterów, ma za zadanie wprowadzić element humorystyczny.
Typowe cechy: otwarte usta, zęby widoczne w uśmiechu, zadarty nos i okrągły rumieniec na policzku.
Do wyrobu lalek tradycyjnie używa się różnych rodzajów skór. Najpopularniejsza jest skóra ośla, która po odpowiednim przystosowaniu jest cienka i przezroczysta. Popularne są także skóry bawole i wołowe. Poszczególne elementy wycinane są z różnych rodzajów skór dzięki czemu możliwa jest gra świateł. W lalce Chou zaznaczone są tak okolice oczu i nosa. Skonstruowana w ten sposób twarz lalki nawiązuje do tradycji komediowej w teatrze aktorskim, gdzie stosuje się makijaż (białe plamy) na powiekach i nosie.
Elementem charakterystycznym dla Chou jest także ruchoma czapeczka.
Żeńskim odpowiednikiem Chou jest postać Cai Dan- ma ona twarz podobnie skonstruowaną oraz dodatkowe cechy kobiece. Cai Dan najczęściej odgrywa rolę swatki.
Jeden z krytyków tak określił rolę Chou: „Bez Chou, nie byłoby przedstawienia”.
- Ashley Thorpe, The Role of the Chou („Clown”) in Traditional Chinese Drama: Comedy, Criticism and Cosmology on the Chinese Stage, Edwin Mellen Press, 2007, ISBN 0-7734-5303-2.